# Aphanius villwocki
Aphanius villwocki е вид лъчеперка от семейство Cyprinodontidae.

## Разпространение
Видът е ендемичен за река Сакария в Турция.